# Lothar Schreyer
Pour les articles homonymes, voir Schreyer.
Lothar Schreyer, né le 19 août 1886 à Blasewitz, aujourd'hui un quartier de Dresde, et mort le 18 juin 1966 à Hambourg, est un écrivain, poète, nouvelliste, romancier, essayiste, dramaturge, peintre expressionniste et historien d'art.

## Biographie
Lothar Schreyer est né le  19 août 1886 à Blasewitz.
En 1916, il est le rédacteur de la revue expressionniste Der Sturm. En 1919, il fonde Kunstbühne et en est le directeur jusqu'en 1921.
Il meurt le 18 juin 1966 à Hambourg.

## Publications

### Auteur
- Die bildende Kunst der Deutschen. Geschichte und Betrachtung. Hamburg u. a.: Hanseatische Verlagsanstalt / Deutsche Hausbücherei, 1931
- Der Bamberger Reiter. Stalling, Oldenburg 1932
- Die Mystik der Deutschen, 1933
- Frau Uta in Naumburg. Stalling, Oldenburg 1934
- Der gefangene Glanz. Aus den Werken des Theophrastus Parazelsus, Caritasverlag, Freiburg i.Br., 1940.
- Der Falkenschrei. Friedrich II von Hohenstaufen, Roman, 1942 (Neuaufl. Anton Pustet, Graz 1961)
- Die dreifache Gottgeburt, 1947
- Expressionistisches Theater. Aus meinen Erinnerungen. Toth, Hamburg 1948
- Neue Arbeiten von Fritz Schwerdt (de). In: DAS MÜNSTER. Nr. 1-2/1953. Verlag Schnell+Steiner GmbH, Regensburg 1953.
- Ein Jahrtausend Deutscher Kunst. Christian Wegner Verlag, Hamburg 1954.
- Erinnerungen an Sturm und Bauhaus. Albert Langen/Georg Müller, München, 1956.
- Die Botschaft der Buchmalerei. Aus dem ersten Jahrtausend christlicher Kunst. Wittig, Hamburg 1956
- Agnes und die Söhne der Wölfin. Ein Prozeß. Herder, Freiburg 1956
- Lyonel Feininger. Dokumente und Visionen, München, Langen-Müller, 1957
- Christliche Kunst des XX. Jahrhunderts in der katholischen und protestantischen Welt. Christian Wegner Verlag, Hamburg 1959.
- Das Christusbild und die Kunst des 20. Jahrhunderts. Otto Müller Verlag, Salzburg 1960.
- Siegesfest in Karthago. Herder, Freiburg 1961
- Anton Wendling (de). Verlag Aurel Bongers, Recklinghausen 1962

### Éditeur
- Der Sturm

## Peinture
- Mudder erde, 1922[6]

## Crédit d'auteurs
- (de) Cet article est partiellement ou en totalité issu de l’article de Wikipédia en allemand intitulé « Lothar Schreyer » (voir la liste des auteurs).